# Dân chủ mới
Chủ nghĩa Dân chủ Mới, hay Cách mạng Dân chủ Mới, là một hình thức dân chủ trong chủ nghĩa Marx, dựa trên lý luận “Liên minh bốn giai cấp” của Mao Trạch Đông trong bối cảnh Trung Quốc thời kỳ hậu cách mạng. Lý luận này ban đầu cho rằng dân chủ ở Trung Quốc sẽ đi theo một con đường hoàn toàn khác biệt so với bất kỳ quốc gia nào khác. Mao cũng khẳng định rằng mọi quốc gia thuộc địa hoặc nửa thuộc địa đều có con đường dân chủ riêng, tùy thuộc vào điều kiện xã hội và vật chất cụ thể của từng nước. 
Mao gọi nền dân chủ đại diện ở phương Tây là “Dân chủ Cũ”, cho rằng chế độ nghị viện chỉ là công cụ phục vụ nền chuyên chính của giai cấp tư sản hoặc địa chủ, thông qua việc “sản xuất sự đồng thuận”. Ông cho rằng khái niệm “Dân chủ Mới” của mình không mâu thuẫn với hình thức chuyên chính vô sản kiểu Liên Xô, mà theo ông, sẽ là hình thái chính trị chủ đạo trong thế giới hậu tư bản. Mao từng nói ông muốn xây dựng một “Trung Quốc Mới”, một đất nước thoát khỏi những yếu tố phong kiến và nửa phong kiến của văn hóa cũ, cũng như ách thống trị của chủ nghĩa đế quốc Nhật Bản. Theo thời gian, khái niệm Dân chủ Mới này đã được điều chỉnh và áp dụng ở các quốc gia và khu vực khác, với những lý do tương tự về mặt lịch sử và xã hội.

## Khái niệm
Khái niệm về Dân chủ mới nhằm lật đổ chế độ phong kiến và giành độc lập khỏi chủ nghĩa thực dân. Tuy nhiên, nó không tuân theo quy luật mà Karl Marx đã dự đoán rằng một giai cấp tư sản sẽ thường nổi lên sau cuộc đấu tranh như vậy. Thay vào đó, Dân chủ mới tuyên bố sẽ tiến thẳng vào chủ nghĩa xã hội thông qua một liên minh các giai cấp cùng chống lại trật tự cũ. Liên minh này được đặt dưới sự lãnh đạo và chỉ đạo của giai cấp công nhân và đảng cộng sản của họ, làm việc cùng với những người cộng sản bất chấp các hệ tư tưởng cạnh tranh, nhằm đạt được mục tiêu trước mắt là xây dựng một "trật tự dân chủ mới". Dưới sự lãnh đạo của đảng cộng sản, Dân chủ mới cho phép phát triển có giới hạn chủ nghĩa tư bản dân tộc như một phần trong nỗ lực thay thế chủ nghĩa đế quốc ngoại bang và chế độ phong kiến trong nước.
Những người cộng sản Trung Quốc hy vọng rằng giai cấp công nhân, theo cách tương tự, có thể xây dựng chủ nghĩa xã hội và chủ nghĩa cộng sản hoàn chỉnh bất chấp lợi ích giai cấp khác nhau trong liên minh này. Ngay tại Trung Quốc, việc áp dụng khái niệm Dân chủ mới đã giúp Đảng Cộng sản Trung Quốc kêu gọi được sự ủng hộ từ liên minh giữa dân nghèo ở thành thị và nông thôn, trí thức tiến bộ, và các nhà dân chủ yêu nước thuộc giai cấp tư sản, điều này cuối cùng góp phần vào cuộc cách mạng thành công. Liên minh các giai cấp phản ánh nguyên lý của Dân chủ mới được thể hiện rõ nhất qua quốc kỳ Trung Quốc. Ngôi sao lớn nhất tượng trưng cho sự lãnh đạo của Đảng, bốn ngôi sao nhỏ xung quanh tượng trưng cho "Liên minh bốn giai cấp": công nhân vô sản, nông dân, tiểu tư sản và tư sản dân tộc.

## Ảnh hưởng
Vào giai đoạn sau của cuộc nội chiến Quốc-Cộng lần thứ hai, nhiều nhà tư bản Trung Quốc dần đánh mất mất niềm tin vào chính phủ Quốc dân của Tưởng Giới Thạch.(tr205) Nhiều người trong số họ đã rời sang Hồng Kông, Đài Loan hoặc châu Mỹ, mặc dù một số người ở lại hoặc quay trở về Trung Quốc dưới thời Mao Trạch Đông với niềm tin rằng Dân chủ mới sẽ mang lại cho họ một vị trí trong xã hội cách mạng Trung Quốc.(tr205)
Khi Dân chủ mới được thiết lập theo đúng cách mà lý thuyết của Mao đề ra, đất nước theo quan điểm Maoist chính thống được xem là trở thành xã hội chủ nghĩa về mặt tư tưởng và đang hướng tới chủ nghĩa cộng sản dưới sự lãnh đạo của đảng cộng sản cầm quyền. Nhân dân được coi là đang tích cực tham gia vào quá trình xây dựng chủ nghĩa xã hội. Những ví dụ điển hình về điều mà Mao cho là nền dân chủ có sự tham gia, vốn là bản chất của khái niệm Dân chủ mới, bao gồm Đại nhảy vọt và Cách mạng Văn hóa.

## Trường hợp
Gắn liền với khái niệm Dân chủ mới, dân chủ lần đầu tiên được đưa vào Điều lệ Đảng Cộng sản Trung Quốc vào năm 1945. Hội nghị Hiệp thương Chính trị Nhân dân Trung Quốc (Chính Hiệp) là cơ quan chính trị chủ yếu mà qua đó Đảng Cộng sản Trung Quốc tìm cách lồng ghép các yếu tố ngoài đảng vào hệ thống chính trị theo nguyên lý của Dân chủ mới.(tr43) Ngày 29 tháng 9 năm 1949, Chính Hiệp đã nhất trí thông qua Cương lĩnh Chung là cương lĩnh chính trị cơ bản của cả nước sau thắng lợi của cuộc cách mạng Trung Quốc.(tr25) Cương lĩnh Chung định nghĩa Trung Quốc là một quốc gia dân chủ mới, sẽ thực hành chế độ chuyên chính dân chủ nhân dân do giai cấp vô sản lãnh đạo và dựa trên liên minh công nông, nhằm đoàn kết tất cả giai cấp dân chủ ở Trung Quốc (được định nghĩa là giai cấp chống đế quốc, phong kiến và tư bản quan liêu, và ủng hộ một nước Trung Quốc độc lập).(tr25) Theo Cương lĩnh Chung, học sinh sinh viên Trung Quốc bắt buộc phải tham gia vào phong trào học tập toàn quốc về lịch sử chính trị và các khái niệm như dân chủ mới.(tr27)
Trong giai đoạn đầu của nước Cộng hòa Nhân dân Trung Hoa, nền kinh tế công nghiệp trong khuôn khổ Dân chủ mới bao gồm nhiều hình thức sở hữu khác nhau, trong đó có sở hữu tư nhân và sở hữu tư nhân nước ngoài, bên cạnh sở hữu nhà nước.(tr145) Trong cuộc khởi nghĩa Telengana tại Ấn Độ từ năm 1946 đến năm 1951, lực lượng cộng sản trong phong trào này đã sử dụng mô hình Dân chủ mới và hình dung ra một cuộc cách mạng gồm hai giai đoạn.(tr118) Một số ý kiến cho rằng Chương trình Cải cách Ruộng đất Nhanh tại Zimbabwe là sự hoàn tất của khái niệm Dân chủ mới ở quốc gia này, và theo đó thì ZANU-PF vẫn là một đảng thực sự đi theo đường lối xã hội chủ nghĩa.